# فرودگاه انس-آ-گالتس

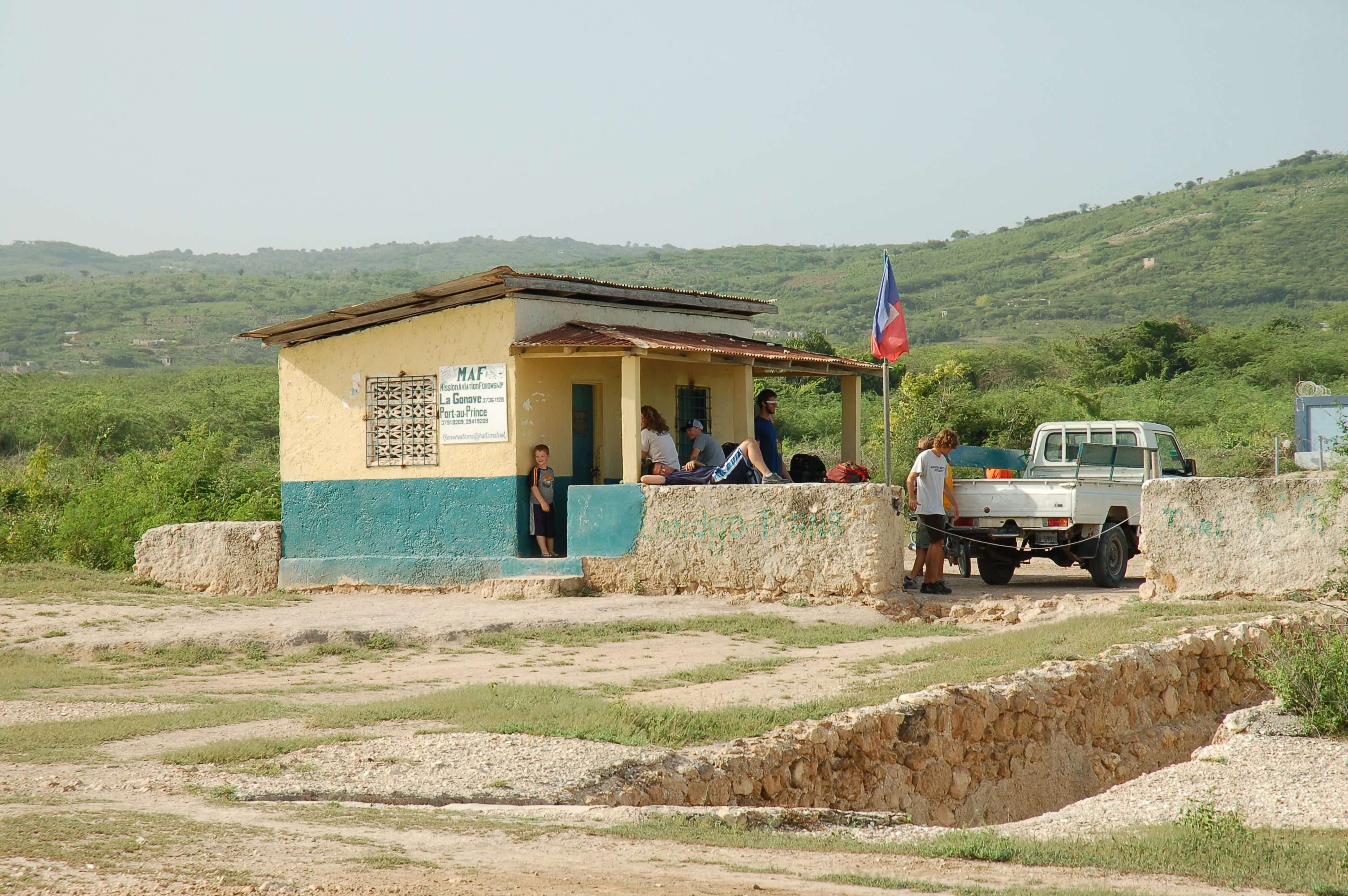
فرودگاه انس-آ-گالتس

فرودگاه انس-آ-گالتس (به انگلیسی: Anse-à-Galets Airport) (به زبان بومی: Aéroport d'Anse Galets) یک فرودگاه همگانی است. این فرودگاه در کشور هائیتی قرار دارد .